# Njatin
Njatin je redkejši priimek v Sloveniji: 
- Lela B. Njatin (*1963), pisateljica